# Jesse Hahn
Pour les articles homonymes, voir Hahn.
Ne doit pas être confondu avec l'acteur Jess Hahn.
Jesse Hahn, né le 30 juillet 1989 à Norwich dans le Connecticut aux États-Unis, est un lanceur droitier de la Ligue majeure de baseball qui a joué pour les Padres de San Diego, les Athletics d'Oakland et les Royals de Kansas City entre 2014 et 2021.

## Carrière

### Padres de San Diego
Joueur des Hokies de Virginia Tech, Jesse Hahn est repêché en 6e ronde en 2010 par les Rays de Tampa Bay. Encore joueur des ligues mineures, Hahn change de club le 22 janvier 2014 dans une transaction impliquant 7 joueurs. Les Rays le transfèrent alors aux Padres de San Diego avec le lanceur de relève gaucher Alex Torres, tandis que Tampa Bay reçoit 5 joueurs : le deuxième but Maxx Tissenbaum, le joueur d'utilité Logan Forsythe et les lanceurs droitiers Matt Lollis, Brad Boxberger et Matt Andriese.
Jesse Hahn fait ses débuts dans le baseball majeur comme lanceur partant des Padres de San Diego le 3 juin 2014. À son second match, le 14 juin suivant, il tient les Mets de New York à un coup sûr en 6 manches lancées, réussit 7 retraits sur des prises et frappe lui-même son premier coup sûr dans les majeures pour produire un point, récoltant ainsi sa première victoire avec les Padres. Il effectue 12 départs en 2014 pour San Diego et ajoute deux présences comme lanceur de relève. Il remet une bonne moyenne de points mérités de 3,07 avec 70 retraits sur des prises en 73 manches et un tiers lancées, remporte 7 victoires et subit 4 défaites.

### Athletics d'Oakland
Le 18 décembre 2014, Hahn est avec son collègue lanceur droitier R. J. Alvarez et une case de bonus à la signature pour un joueur international transféré aux Athletics d'Oakland contre le receveur Derek Norris et le lanceur droitier Seth Streich.